# Yashica
Yashica (in giapponese ヤシカ, Yashica Co., Ltd) è un'azienda giapponese produttrice di macchine fotografiche fondata nel dicembre 1949 a Suwa, Nagano, in Giappone. Dal 1972 fino al 2005, ha collaborato con Carl Zeiss e F. A. Porsche nello sviluppo di fotocamere sotto il nome Contax. Nel 1983 viene acquistata dalla Kyocera Corporation. 

## Storia

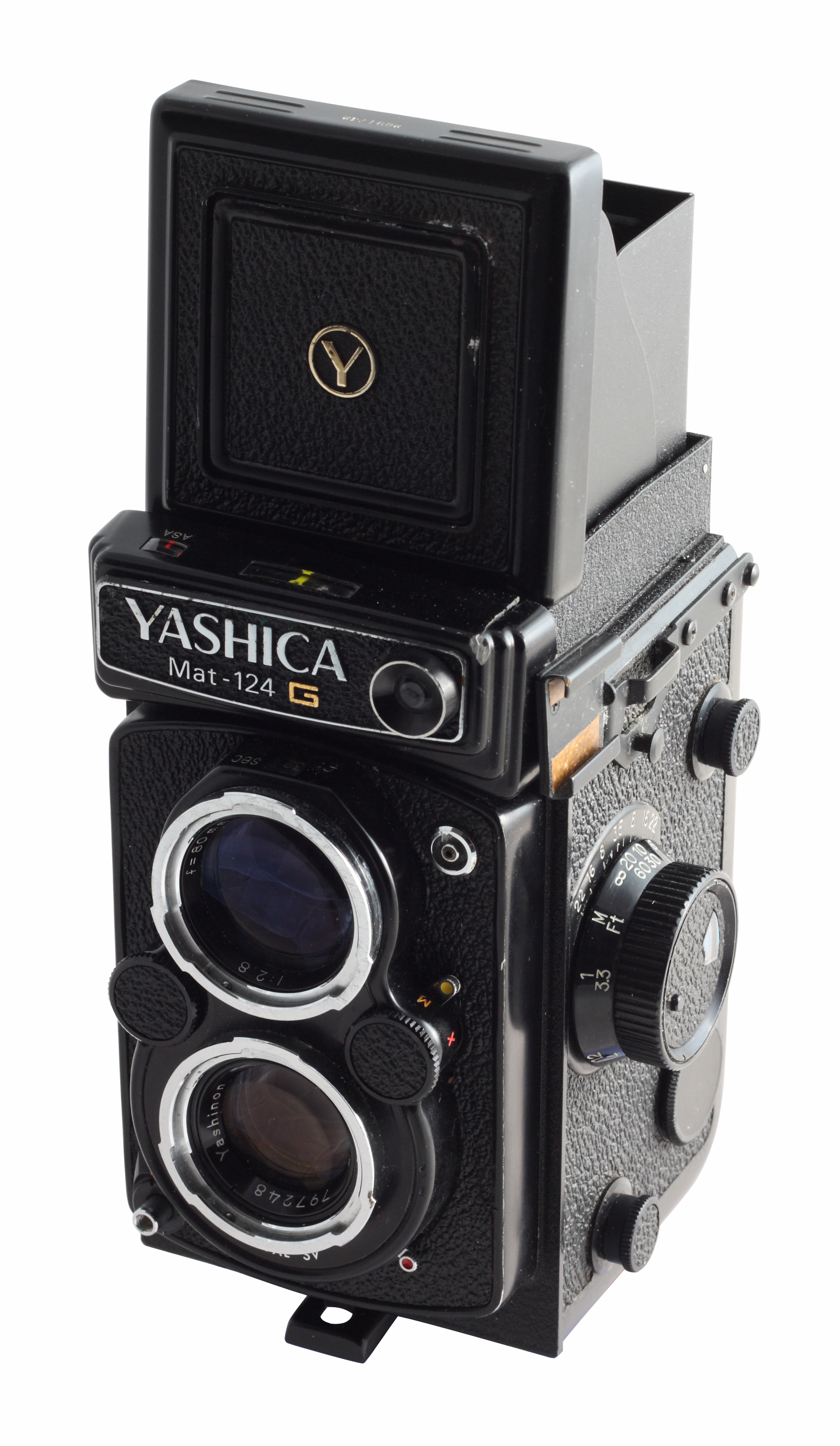
Yashica Mat-124 G

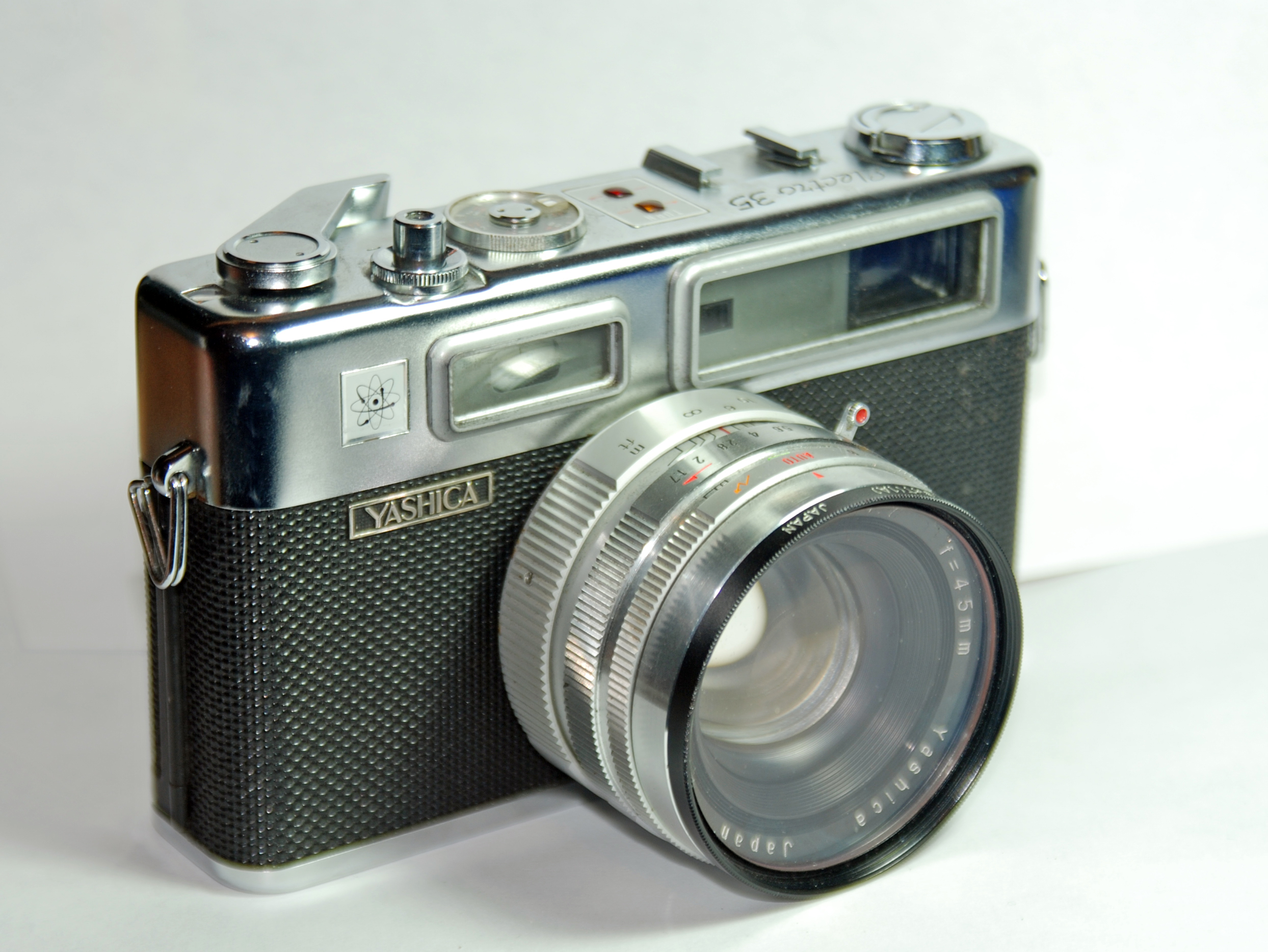
Yashica Electro 35

La Yashima Seiki KK (八 洲 精 機 株式会社; in inglese Yashima Seiki Co.) fu fondata nel dicembre 1949 a Suwa, Nagano, in Giappone. Nel giugno 1953 il nome fu cambiato in Yashima Kōgaku Seiki KK (八 洲 光学 精 機 株式会社; in inglese Yashima Optical Industry Co.) e la prima macchina fotografica fu la Yashimareflex, una reflex a due lenti che dal 1954 si chiamò Yashinaflex. Sempre nel 1953 iniziò la collaborazione con il produttore di ottiche KK Tomioka Kōgaku Kikai Seizōsho (株式会社 富 岡 光学 器械 製造 所, in inglese Tomioka Optical Co., Ltd.).
Il nome della società fu cambiato in Yashica KK nel 1958. Nello stesso anno, Yashica rilevò la Nicca Camera Co. Ltd., fondata nel 1940 da ex impiegati della Canon, che in precedenza aveva costruito fotocamere a telemetro basate sui modelli Leica. La gamma Nicca continuò a vivere sotto forma di Yashica YE e YF.
Nel 1968, Yashica rilevò il suo fornitore di obiettivi, KK Tomioka Kogaku Kikai Seizosho. Nello stesso anno è apparsa l'ultima fotocamera reflex a due obiettivi, la Yashica Mat-124 G, un popolare modello entry-level. Nello stesso anno, Yashica presentò la TL Electro X, la prima reflex con un esposimetro completamente elettronico.

### Contax/Yashica e la collaborazione con Zeiss
Nel 1972 fu firmato un accordo di cooperazione commerciale e industriale tra Yashica, Carl Zeiss e F. A. Porsche per lo sviluppo di fotocamere sotto il nome Contax con design di F. A. Porsche e obiettivi di Carl Zeiss. L'innesto delle ottiche per le reflex denominato "Contax/Yashica" (con attacco CY) sviluppato da Zeiss era comune con le reflex Yashica. Queste venivano vendute con obiettivi di produzione giapponese, ma accoglievano anche le rinomate ottiche tedesche.
Nel 1974 uscì la Contax RTS, come primo risultato di questa collaborazione. Grazie alla compatibilità degli obiettivi e dei motori, le fotocamere SLR Contax e Yashica formarono un sistema uniforme. Successivamente seguirono numerose altre Contaxkamera, dal 1984 anche fotocamere compatte, dal 1994 fotocamere a telemetro con obiettivo intercambiabile, nel 1998, il medio formato con la SLR Contax 645. Il sistema Contax-N presentato nel 2000 rimase senza un equivalente nella gamma Yashica. Poco dopo, la consociata Tomioka Optical rilevò la produzione a contratto della maggior parte degli obiettivi Zeiss per le fotocamere Contax. 
Dal 1975 Yashica adottò la baionetta della Contax RTS per i propri corpi macchina, a partire dal modello FX-1. L'FX-2 e la FR seguirono nel 1976, la FR I e la FR II nel 1977. Nel 1979 uscì sul mercato la FX-3, un modello entry-level di successo, che rimase nella gamma con varie modifiche fino al 2002. L'ultimo modello, l'FX-3 Super 2000, offriva 1/2000 sec come velocità dell'otturatore più elevata. Nel 1980 uscì la FX-D Quartz, che era in gran parte identica alla Contax 139 Quartz, che fu lanciata nello stesso anno.

### Kyocera
Nel 1983 Yashica è stata acquistata da Kyocera che, dopo aver cessato la produzione di fotocamere marcate Yashica nel 2005, ha ceduto i diritti di utilizzo del marchio nel 2008 al MF Jebsen Group di Hong Kong. Sotto la sussidiaria JNC Datum Tech International Ltd. di quest'ultimo gruppo, Yashica produce dal 2011 fotocamere e videocamere digitali, cornici digitali, lettori DVD portatili, player audio digitali, registratori audio digitali, binocoli, telefoni cellulari ed SD cards. Nell'ottobre del 2017 Yashica annuncia una nuova macchina fotografica digitale.

## Fotocamere

### Reflex biottiche (TLR)

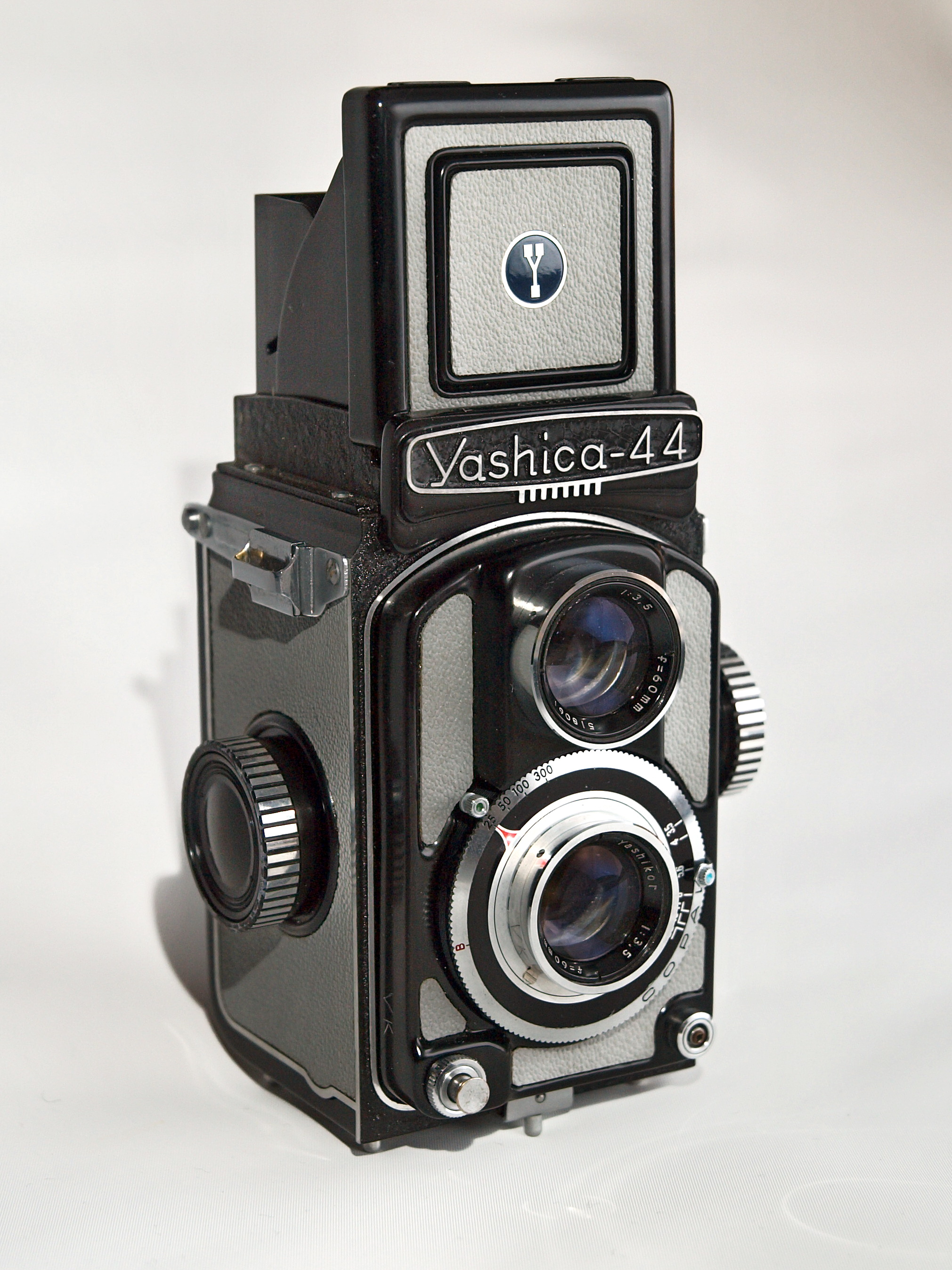
Yashica 44 A

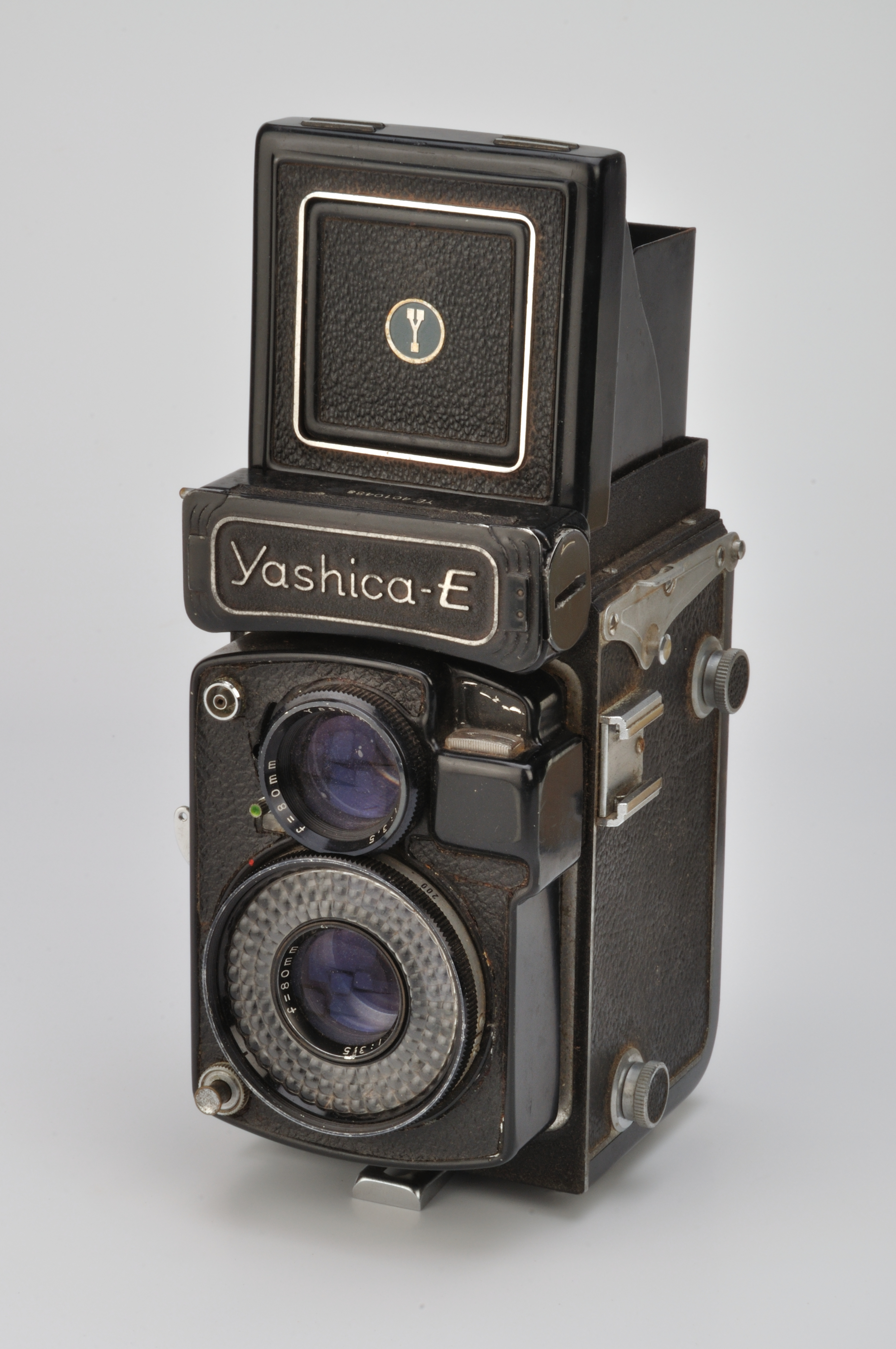
Yashica E

- Pigeonflex (1953)
- Yashimaflex (1953)
- YashicaFlex (1953)
- MolfoReflex (1953)
- Yashicaflex A, AS I & II (1954)
- Yashica C (1955)
- Yashicaflex Rookie (1956)
- Yashica B (1957)
- Yashica LM (1957)
- Yashica-Mat (1957)
- Yashica A (1958),  D (1958)
- Yashica 44 (1958)
- Yashica 635 (1958)
- Yashica Auto (1959)
- Yashica Mat LM (1959)
- Yashica 44LM (1959)
- Yashica 44A (1960)
- Yashica Mat EM (1964)
- Yashica E (1964)
- Yashica 24 (1965)
- Yashica 12 (1967)
- Yashica-Mat 124 (1968)
- Yashica-Mat 124 G (1970)
- Yashica-Mat 124 B (1975) Brasile

### 35mm a telemetro

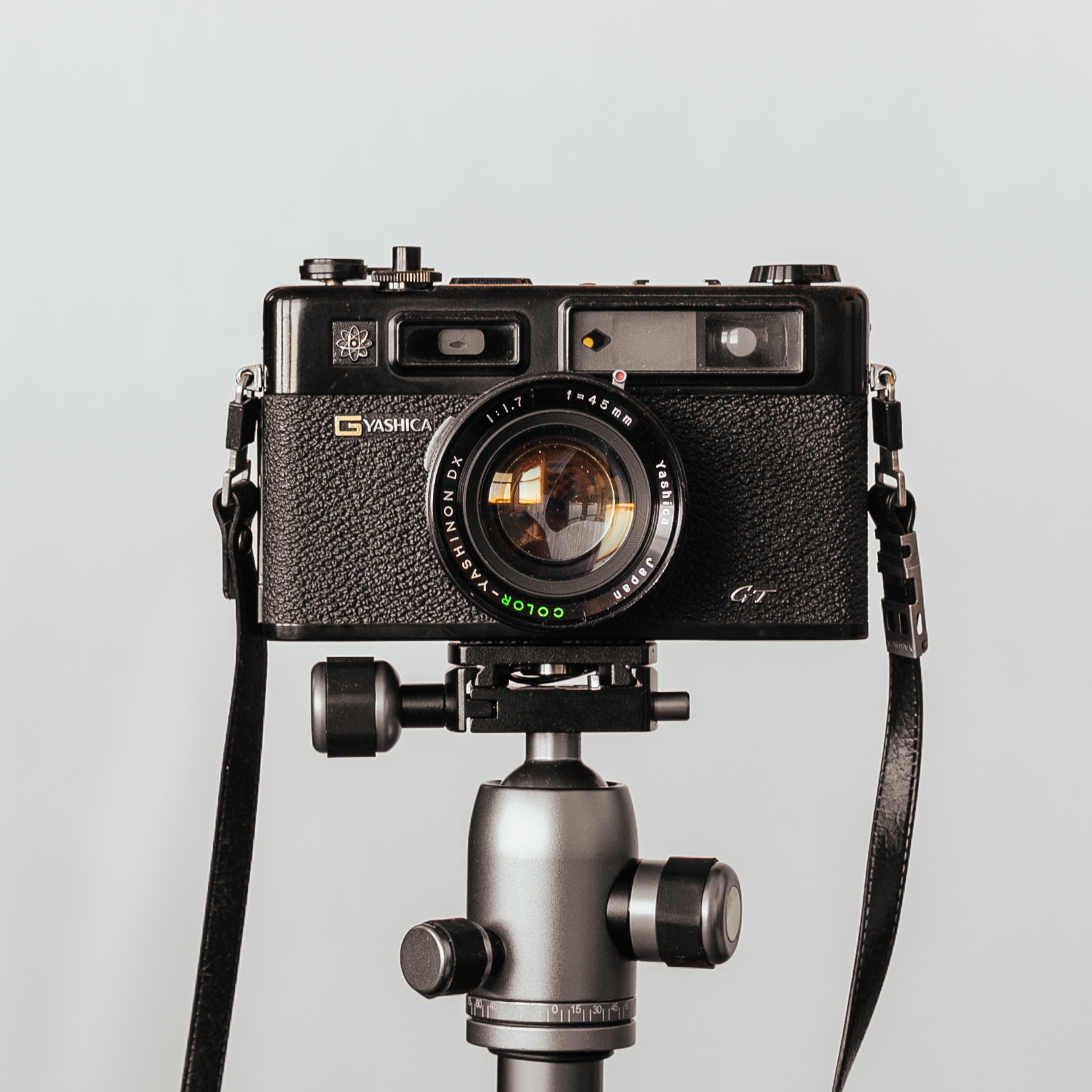
Yashica Electro 35 GT

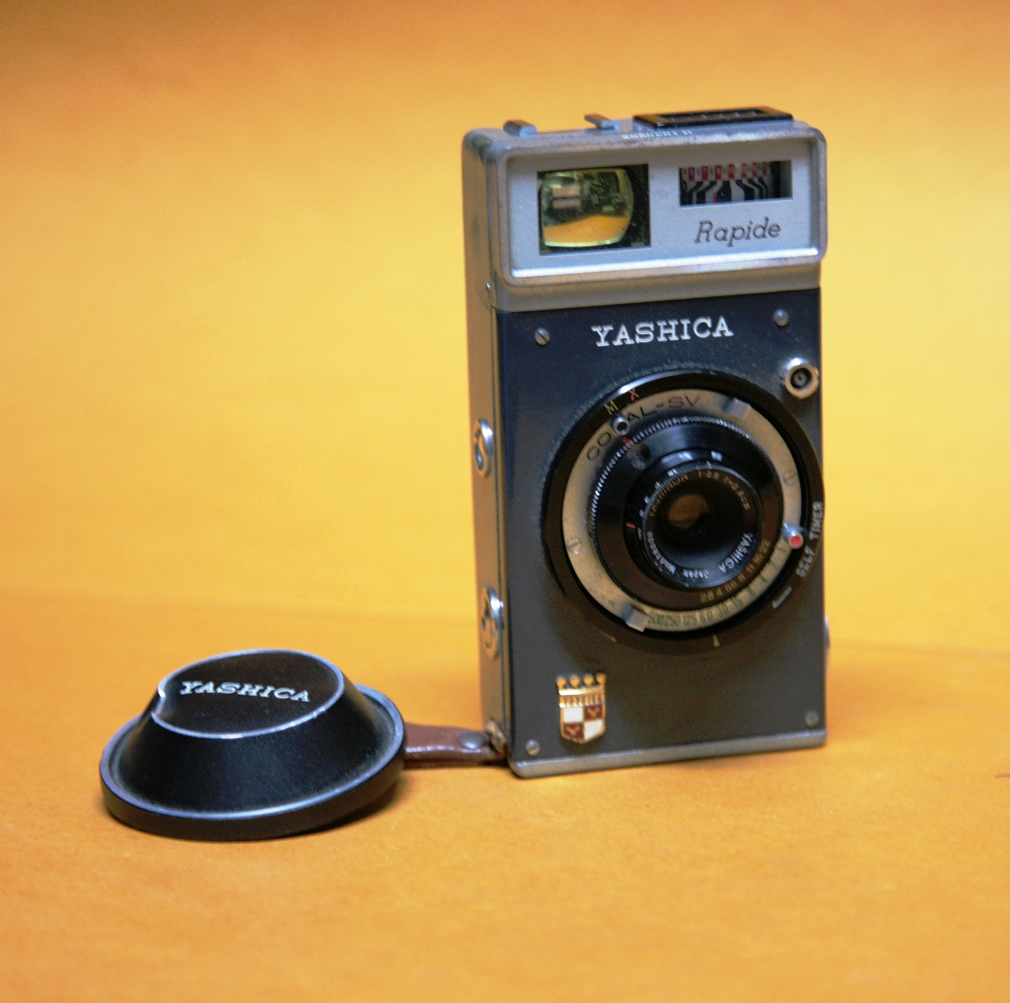
Yashica Rapid

- Electro 35
- Electro 35 CC
- Electro 35 CCN
- Electro 35 GL
- Electro 35 GS
- Electro 35 GSN
- Electro 35 GT
- Electro 35 GTN
- Yashica Y 35
- Electro 35 GX
- Yashica 35
- Yashica 35-f
- Yashica Rapid
- Yashica 35J
- Yashica Lynx
- Yashica MG-1
- Yashica Minister 700
- Yashica Minister D

### 35mm SLR
- Electro-AX
- Electro-X
- FR
- FR-I
- FR-II
- FX-1
- FX-2
- FX-3
- FX-3 Super
- FX-3 Super 2000
- FX-7
- FX-7 Super
- FX-8 (solo Cina)
- FX-70
- FX-80 (solo Cina)
- FX-103
- FX-800 Super (solo Cina)

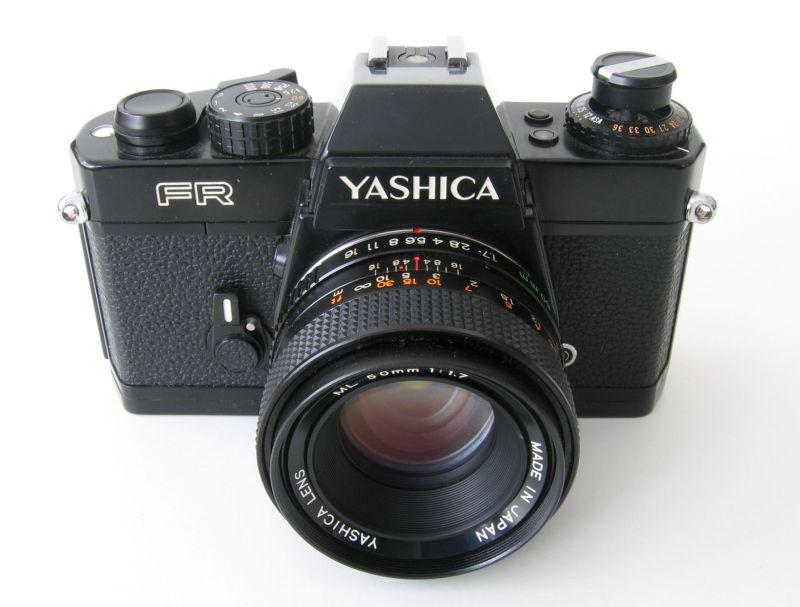
Yashica FR

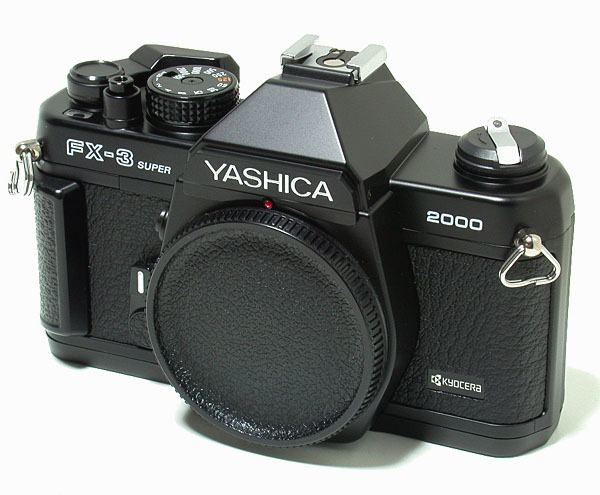
Yashica FX-3 Super 2000

- FX-A (meno che 1400 esemplari in USA & Europe)
- FX-D
- FX-D SE
- Penta J (e successive J-3, J-5, J-7 e J-P)
- Pentamatic
- Pentamatic II
- TL-E
- TL Electro
- TL-Electro-X
- TL Super
- 107MP/TR-7000/Revue AC-7/DAEWOO 107MP
- 108MP/Revue AC-8/YODOBASHI CAMERA (solo Giappone)
- 109MP
- 200AF
- 210AF (solo il marchio Kyocera)
- 230AF
- 270AF/230 Super
- 300AF
- Dental Eye I
- Dental Eye II
- Dental Eye III/Medical Eye (solo Giappone)

### 35mm compatte
- Yashica AF-J
- Yashica AF-J 2
- Yashica auto focus
- Yashica auto focus motor
- Yashica auto focus motor D
- Yashica Auto Focus Motor II
- Yashica LAF
- Yashica MF-2
- Yashica MF-2 super
- Yashica MF-3
- Yashica MF-3 super
- Yashica Motor J
- Yashica Partner
- Yashica Partner AF
- Yashica T

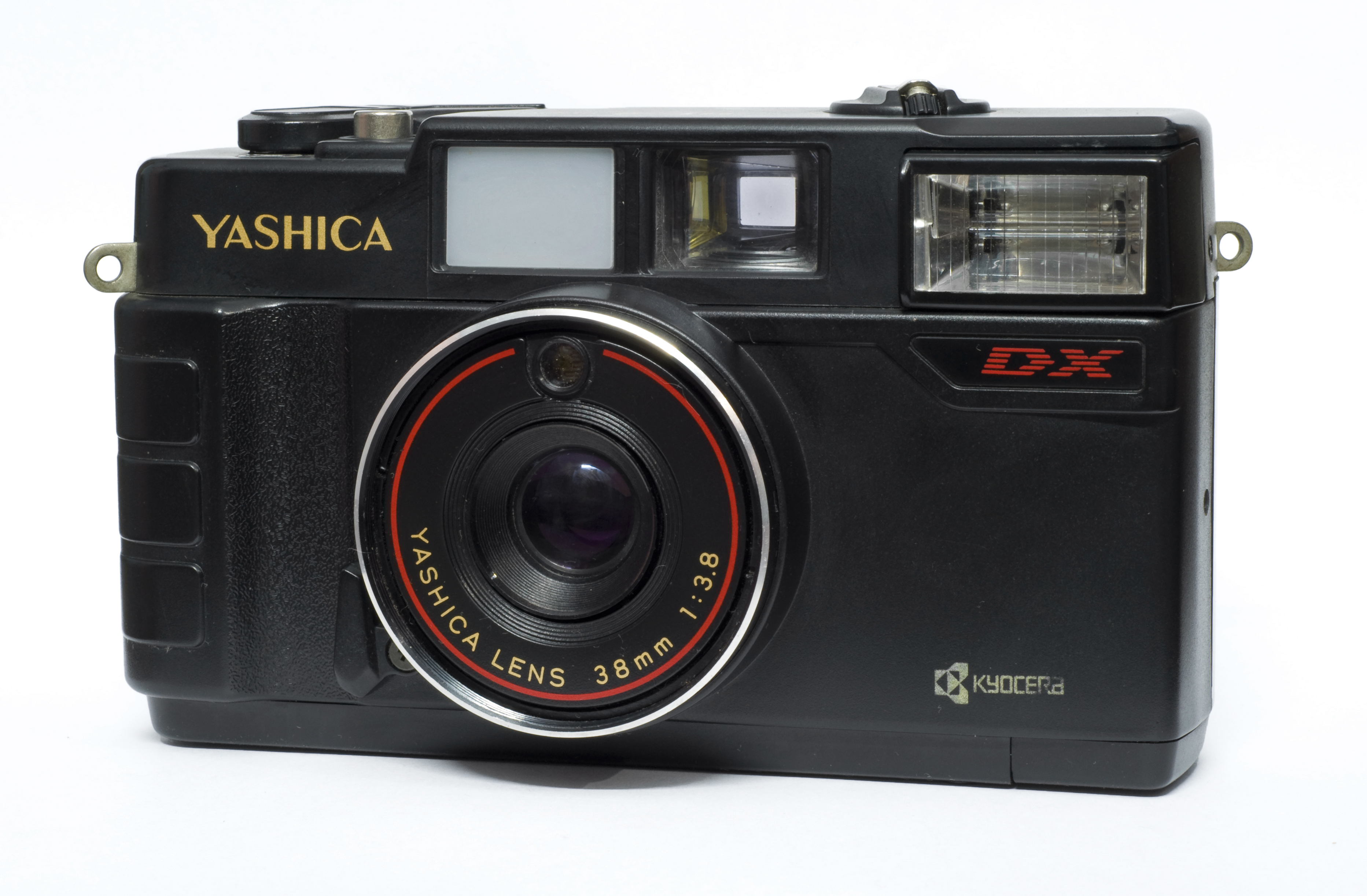
Yashica MF-2 super

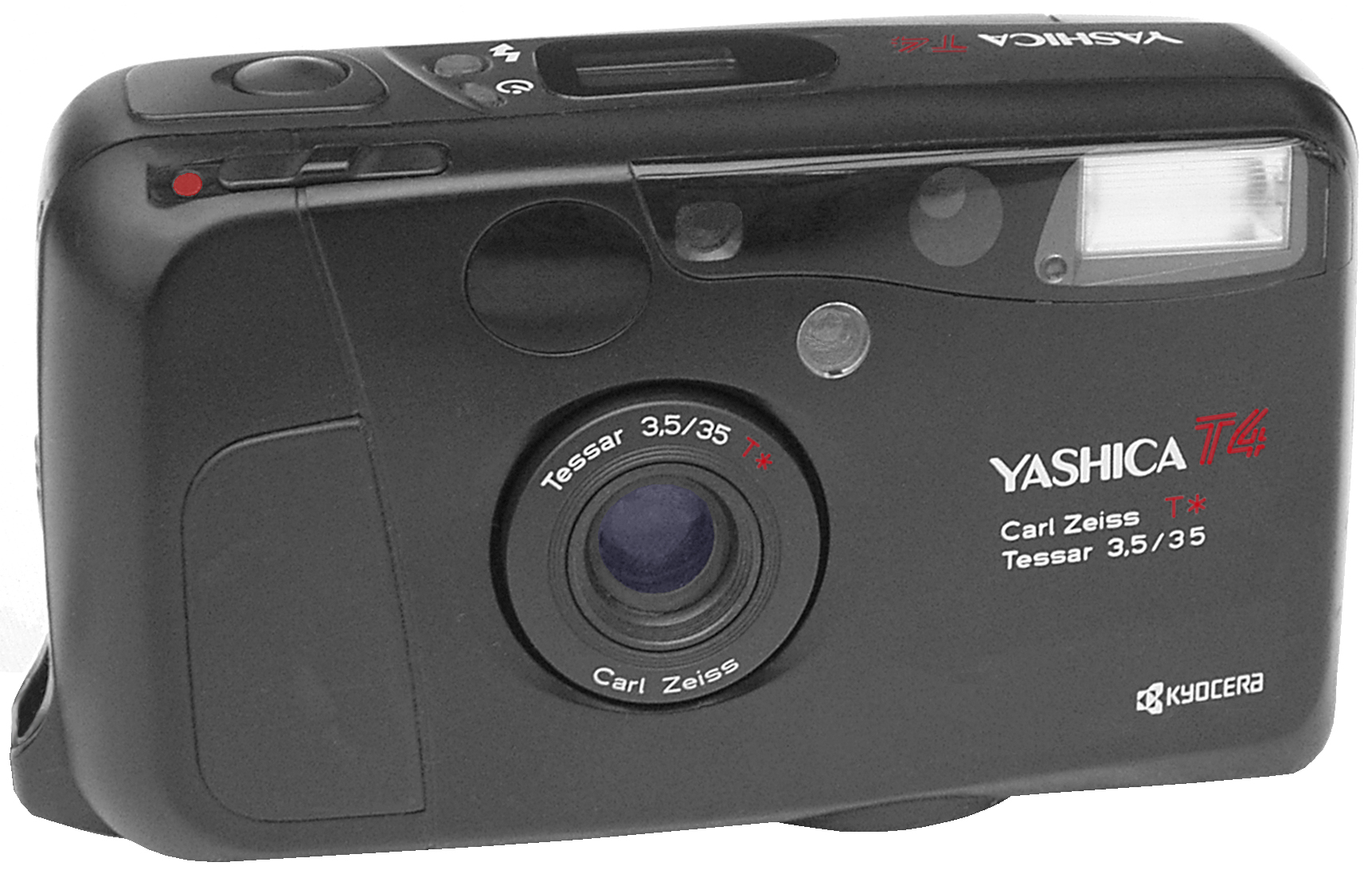
Yashica T4 con ottica Carl Zeiss T * Tessar 3,5/35

- Yashica T-Zoom / T4 Zoom / Kyocera T-Zoom
- Yashica T2 / Kyocera T
- Yashica T3 / Kyocera T Scope
- Yashica T3 Super / Kyocera T Scope2
- Yashica T4 / Kyocera Slim T
- Yashica T4 (Safari Edition)
- Yashica T4 Super / T5 / Kyocera T Proof